# Eeke van Nes
Eeke Geertruida (Eeke) van Nes (Delft, 17 april 1969) is een voormalig toproeister uit Nederland. Ze vertegenwoordigde Nederland tweemaal op de Olympische Spelen en won hierbij in totaal drie medailles.

## Biografie
Tussen haar tweede en achttiende levensjaar groeide Eeke op in Noorwegen. Van Nes studeerde daarna aan de TH Delft (Hoger Laboratorium Onderwijs) biotechnologie en werkte tijdens die studie wel voor Nederlandse Organisatie voor toegepast-natuurwetenschappelijk onderzoek (TNO) en werkte na haar sportieve loopbaan voor een biotechnologisch farmaceutisch bedrijf, was enige jaren zweminstructrice in Oman (2013-2018; haar man Jorn van Doren werkte daar) en begeleidde jong roeitalent van Noord-Nederland.

## Sport
Het zag er niet naar uit dat ze zou gaan roeien. In haar jeugd was ze in Spidenberg voornamelijk bezig met hoogspringen (tweede bij de Noorse Jeugdkampioenschappen), kogelstoten en discuswerpen.
Vanaf 1988 pakte ze het roeien serieuzer aan. Dan al roeide ze samen met Irene Eijs bijvoorbeeld op de Bosbaan in Amsterdam (nationaal kampioen dubbeltwee), Roudnice en Luzern. 
Bij de Olympische Spelen van 1996 in Atlanta won Van Nes met Eijs de bronzen medaille in de dubbeltwee. Vier jaar later, bij de Spelen van Sydney, behaalde ze twee zilveren medailles: in de dubbeltwee met Pieta van Dishoeck en met de vrouwen-acht. Na 'Sydney' beëindigde Van Nes haar roeiloopbaan.
Van Nes' erelijst vermeldt ook ereplaatsen bij de wereldkampioenschappen. Zo eindigde ze bij de WK van 1995 als tweede in de dubbeltwee, en als derde in de dubbel vier. Bij de mondiale titelstrijd van 1999 werd ze derde in de dubbeltwee. In 1998 schreven Van Nes en Van Dishoeck bovendien de wereldbeker op hun naam, een jaar later eindigden ze als tweede in het eindklassement van die internationale wedstrijdreeks.
In haar actieve tijd was ze aangesloten bij de studentenroeivereniging D.S.R.V. Laga in Delft.

## Palmares

### roeien (skiff)
- 1993: 11e Wereldbeker III in Duisburg - 7.50,68

### roeien (dubbel-twee)
- 1993: 4e WK in Racice - 7.08,25
- 1994: 4e WK in Indianapolis - 6.47,44
- 1995:  WK in Tampere - 6.55,84
- 1996:  OS in Atlanta - 6.58,72
- 1997: 4e Wereldbeker I in München - 8.20,40
- 1997: 4e WK in Aiguebelette - 6.58,63
- 1998:  Wereldbeker II in Hazewinkel - 6.50,51
- 1998:  Wereldbeker III in Luzern - 7.50,04
- 1998:  WK in Keulen - 6.49,75
- 1999:  Wereldbeker I in Hazewinkel - 6.57,33
- 1999:  Wereldbeker III in Luzern - 6.56,43
- 1999:  WK in St. Catharines - 6.46,18
- 2000:  Wereldbeker I in München - 6.33,93
- 2000: 4e Wereldbeker III in Luzern - 7.01,32
- 2000:  OS in Sydney - 7.00,36

### roeien (dubbel-vier)
- 1995:  WK in Tampere - 6.43,22
- 1996: 6e OS in Atlanta - 6.35,54
- 1997: 7e Wereldbeker III - 6.30,55

### roeien (vrouwen acht met stuurvrouw)
- 2000:  OS in Sydney - 6.09,39

## Familie
Van Nes komt uit een zogeheten 'roeifamilie'. Haar vader Hadriaan van Nes won bij de Spelen van 1968 in Mexico-Stad een zilveren medaille in de twee met stuurman. Haar moeder Meike de Vlas werd in 1964 tweede bij de Europese kampioenschappen roeien (toen waren er nog geen wereldkampioenschappen roeien voor vrouwen). Roeier Hadriaan was daarbij zoon van ingenieur Hadriaan van Nes en Geertruida Johanna Thomée, die een dochter was van voetballer Jan Thomée, bijnaam Het Kanon. Ook de drie zussen van Eeke hebben geroeid, maar niet op het hoogste niveau. Dochter Emma van Doren roeit in 2024 bij de Asser Roeiclub en was in dat jaar tweede bij de Nederlandse kampioenschappen junioren.
Irene Eijs · 
Eeke van Nes
Irene Eijs · 
Meike van Driel · 
Nelleke Penninx · 
Eeke van Nes
Pieta van Dishoeck · 
Eeke van Nes
Anneke Venema · 
Carin ter Beek · 
Nelleke Penninx · 
Pieta van Dishoeck · 
Eeke van Nes · 
Tessa Appeldoorn · 
Marieke Westerhof · 
Elien Meijer · 
Martijntje Quik (stuurvrouw)